# Informação teoricamente segura
Um sistema criptográfico é informação-teoricamente seguro se a sua segurança deriva puramente da teoria da informação. Isto é, não pode ser quebrado mesmo quando o adversário tem um poder ilimitado de computação. O adversário simplesmente não tem informação suficiente para quebrar a criptografia, assim estes criptossistemas são considerados cripto-analiticamente inquebráveis. Um protocolo de encriptação que tem a segurança informação-teórica não depende, para a sua eficácia, de suposições não comprovadas sobre dificuldade computacional, e tal algoritmo não é vulnerável a futuros desenvolvimentos de computadores mais potentes, como na computação quântica. Um exemplo de um sistema de criptografia informação-teoricamente seguro é o one-time pad.
O conceito de segurança informação-teórica foi introduzido em 1949 pelo matemático americano Claude Shannon, o inventor da teoria da informação, que a usou para provar que o sistema one-time pad era seguro.  Sistemas de criptografia informática-teoricamente seguros têm sido usados para as comunicações governamentais mais sensíveis, como cabos diplomáticos e de comunicações militares de alto nível, por causa dos grandes esforços dos governos inimigos para quebrá-los.
Um caso especialmente interessante é a segurança perfeita: um algoritmo de criptografia é perfeitamente seguro se um texto cifrado produzido a usando não fornece nenhuma informação sobre o texto simples sem o conhecimento da chave. Se {\displaystyle E} é uma função de codificação perfeitamente segura, para qualquer mensagem {\displaystyle m} fixa deve existir, para cada mensagem cifrada {\displaystyle c}, pelo menos, uma chave {\displaystyle k} tal que {\displaystyle c=E_{k}(m)}. Ficou provado que qualquer cifra com a propriedade de segurança perfeita deve usar as teclas de forma eficaz, tendo os mesmos requisitos das teclas do one-time pad. 
É comum a sistema criptográfico vazar algumas informações, mas, de todo jeito, manter as suas propriedades de segurança, mesmo contra um adversário que tem recursos computacionais ilimitados. Tal sistema criptográfico teria segurança informação-teórica, mas não a segurança perfeita. A definição exata de segurança dependeria do sistema criptográfico em questão.
Há uma variedade de tarefas criptográficas para a qual a segurança informação-teórica é uma exigência significativa e útil. Algumas delas são:
1. Esquemas de partilha de segredos, como o de Shamir, são informática-teoricamente seguros (e também perfeitamente seguros) em que menos do que o número necessário de ações do segredo não fornece informações sobre ele.
2. De modo mais geral, protocolos seguros de computação multiparty muitas vezes, mas nem sempre, têm a segurança informação-teórica.
3. Recuperação de informação privada com vários bancos de dados pode ser alcançada com a segurança informação-teórica para a consulta do usuário.
4. Reduções entre primitivas ou tarefas criptográficas muitas vezes podem ser conseguidos informática-teoricamente. Essas reduções são importantes do ponto de vista teórico, porque estabelecem que a primitiva {\displaystyle \Pi } pode ser realizada se a primitiva {\displaystyle \Pi '} puder ser.
5. A criptografia simétrica pode ser construída sob uma noção informático-teórica de segurança chamada de segurança entrópica, a qual assume que o adversário não sabe quase nada sobre a mensagem que está sendo enviada. O objetivo aqui é esconder todas as funções do texto simples em vez de todas as informações sobre ele.
6. Criptografia quântica é uma grande parte da criptografia informático-teórica.

## Criptografia de camada física
Uma noção mais fraca de segurança definido pelas A. Wyner estabeleceu uma área agora florescente de pesquisa conhecida como criptografia de camada física.  Ela explora o canal físico sem fio para a sua segurança através de comunicações, processamento de sinal e técnicas de codificação. A segurança é demonstrável, inquebrável e quantificável (em bits / segundo / hertz).
O trabalho inicial de Wyner sobre criptografia de camada física na década de 1970 mostrou o problema de Alica-Bob-Eve no qual Alice quer enviar uma mensagem para Bob sem que Eve a decodifique. Foi mostrado que, se o canal de Alice para Bob é estatisticamente melhor do que o canal de Alice para Eve, a comunicação segura é possível.  Isso é intuitivo, mas Wyner mediu o sigilo de informação em termos teóricos definindo a capacidade sigilo, que é, essencialmente, a taxa com que Alice pode transmitir informações secretas para Bob. Pouco depois, Csiszár e Körner mostraram que a comunicação secreta era possível mesmo quando Eve tinha um canal estatisticamente melhor para Alice que o canal de Bob. 
Resultados teóricos mais recentes estão preocupados com a determinação da capacidade de sigilo e alocação de potência ideal em canais de transmissão enfraquecidos.  Há ressalvas, como muitas capacidades não são computáveis a menos que o pressuposto seja de que Alice conheça o canal para Eve. Se isso fosse conhecido, Alice poderia simplesmente colocar algo nulo na direção de Eve. Capacidade de sigilo para MIMO e múltiplos bisbilhoteiros no canal são trabalhos mais recentes e em curso, e esses resultados ainda fazem a suposição não-útil sobre o conhecimento de informações de estado de canal bisbilhoteiro.
Ainda há outro trabalho menos teórico que tenta comparar os esquemas implementáveis. Um esquema de criptografia de camada física é transmitir ruído artificial em todas as direções, exceto a do canal de Bob, basicamente, bloqueando Eve. Um artigo de Negi e Goel detalha a implementação, e Khisti e Wornell computaram a capacidade de sigilo quando apenas estatísticas sobre os canais de Eva são conhecidas. 
Paralelamente a este trabalho na comunidade de teoria da informação, existe o trabalho na comunidade de antena que tem sido denominado de campo próximo de modulação direta ou modulação de antena direcional.  Foi demonstrado que, utilizando um array parasita, a modulação transmitida em direções diferentes podia ser controlada de forma independente. 
O sigilo pode ser realizado, fazendo com que as modulações em direções não desejadas sejam difíceis de descodificar. A transmissão de dados de modulação direcional foi demonstrada experimentalmente usando um array faseado.  Outros têm demonstrado a modulação direcional com arrays de comutação e lentes de conjugação de fase. 
Esse tipo de modulação direcional é um subconjunto do esquema de criptografia ruído artificial aditivo de Negi e Goel. Outro esquema usando antenas de transmissão de padrão reconfigurável para Alice, chamado de ruído multiplicativo reconfigurável (RMN), complementa o ruído artificial aditivo.  Os dois trabalham bem juntos em simulações de canal em que nada é assumidamento conhecido por Alice ou Bob sobre os bisbilhoteiros.

## Segurança incondicional
A segurança informação-teórica é muitas vezes usada como sinônimo de segurança incondicional. No entanto, o último termo também pode se referir a sistemas que não dependem de suposições não comprovadas da dureza computacional. Hoje, esses sistemas são essencialmente os mesmos que de segurança informação-teórica. No entanto, nem sempre tem que ser assim. Um dia RSA pode ser provada segura (se baseia na afirmação de que fatorar números primos grandes é difícil), tornando-se, assim, incondicionalmente segura, mas nunca será informática-teoricamente seguro (porque, embora possa não existir algoritmos eficientes para fatorar números primos grandes, em princípio, isso ainda pode ser feito com poder computacional ilimitado).